# Joël Cantona
Joël Cantona (Marseille, 1967. október 28. –) francia labdarúgó. Bátyja az egykori francia válogatott labdarúgó, Éric Cantona. Joël profi pályafutása után strandlabdarúgással és filmezéssel kezdett el foglalkozni.

## Sikerei, díjai
Olympique de Marseille:
- Francia labdarúgó-bajnokság (másodosztály): 1994-95

## Filmográfia
- (1995) A boldogság a réten van - Nono
- (1996) Le ressac (rövidfilm) - Luc
- (1997) Question d'honneur
- (1999) Les collègues - Francis
- (1999) Jean-Baptiste, homme de cœur (sorozat) - Jean-Baptiste Ibanez
- (2001) La grande vie!
- (2002) Asterix és Obelix: A Kleopátra-küldetés - Centurio a gall erdőben
- (2003) Vendetta (rövidfilm)
- (2003) Totál szívás - Rendőr
- (2014) Repas de famille - Luis